# Jim O'Neill
Terence James O'Neill, barone di Gatley (Manchester, 17 marzo 1957), è un economista britannico, meglio conosciuto per aver coniato BRIC, l'acronimo che sta per Brasile, Russia, India e Cina, i quattro paesi un tempo in rapido sviluppo che secondo lui avrebbero sfidato il potere economico globale delle economie sviluppate del G7. Dall'acronimo ha coniato la frase Il mondo necessita di migliori BRICs economici in un documento del 2001.  È anche un ex presidente di Goldman Sachs Asset Management ed ex ministro del governo conservatore.
O'Neill è stato Segretario Commerciale al Tesoro nel Secondo Ministero Cameron da maggio 2015 a settembre 2016. Dal 2014 al 2016 ha presieduto la revisione indipendente della resistenza antimicrobica del Regno Unito. È stato presidente del Council of Chatham House, il Royal Institute of International Affairs dal 2018 al 2021.
Nel 2014 ha coniato l'acronimo MINT che sta ad indicare Messico, Indonesia, Nigeria e Turchia, identificando in queste nazioni le nuove 4 economie emergenti.

## Biografia
O'Neill è cresciuto a Gatley e ha frequentato il Burnage Comprehensive. [4] Ha conseguito un Bachelor of Arts (BA) nel 1977 e un Master of Arts (MA) in economia presso l'Università di Sheffield nel 1978. [5][6] Ha ottenuto il dottorato di ricerca in economia presso l'Università del Surrey nel 1982, con una tesi intitolata Un'indagine empirica sul surplus dell'OPEC e il suo smaltimento. Il 16 gennaio 2024, O'Neill si è laureato con un dottorato in lettere presso l'Università di Hull.

## Carriera
All'inizio della sua carriera, O'Neill ha lavorato presso Bank of America e Marine Midland Bank. Nel 1988 è entrato a far parte della Swiss Bank Corporation, dove è diventato responsabile della ricerca globale di SBC. [7] È andato a Goldman Sachs nel 1997 ed è stato nominato capo della ricerca economica globale nel 2001.

### Goldman Sachs
Nel 2010 ha diretto la Division of Asset Management di Goldman Sachs, dove O'Neill ha gestito oltre 800 miliardi di dollari di asset.  La sua nuova nomina è stata considerata come un simbolo degli "sforzi di Goldman per riposizionarsi per l'era post-crisi di Wall Street", in cui Goldman Sachs è stata "rialzista" sul concetto che i mercati emergenti sono "il futuro". Nel 2011 è stato incluso nella classifica dei 50 più influenti della rivista Bloomberg Markets.
O'Neill ha coniato il termine "BRIC" nel 2001 in "The World Needs Better Economic BRICS" in una serie di "Global Economic Paper" di Goldman Sachs, sulle quattro economie emergenti "BRIC" (Brasile, Russia, India e Cina). In seguito usò il termine "The Next Eleven" per Bangladesh, Egitto, Indonesia, Iran, Messico, Nigeria, Pakistan, Filippine, Corea del Sud, Turchia e Vietnam, sostenendo che sarebbero state tra le più grandi economie del mondo nel 21° secolo. In seguito usò il termine MIKT per Messico, Indonesia, Corea del Sud e Turchia, e MINT per Messico, Indonesia, Nigeria e Turchia.

### Ricerca sulla resistenza antimicrobica

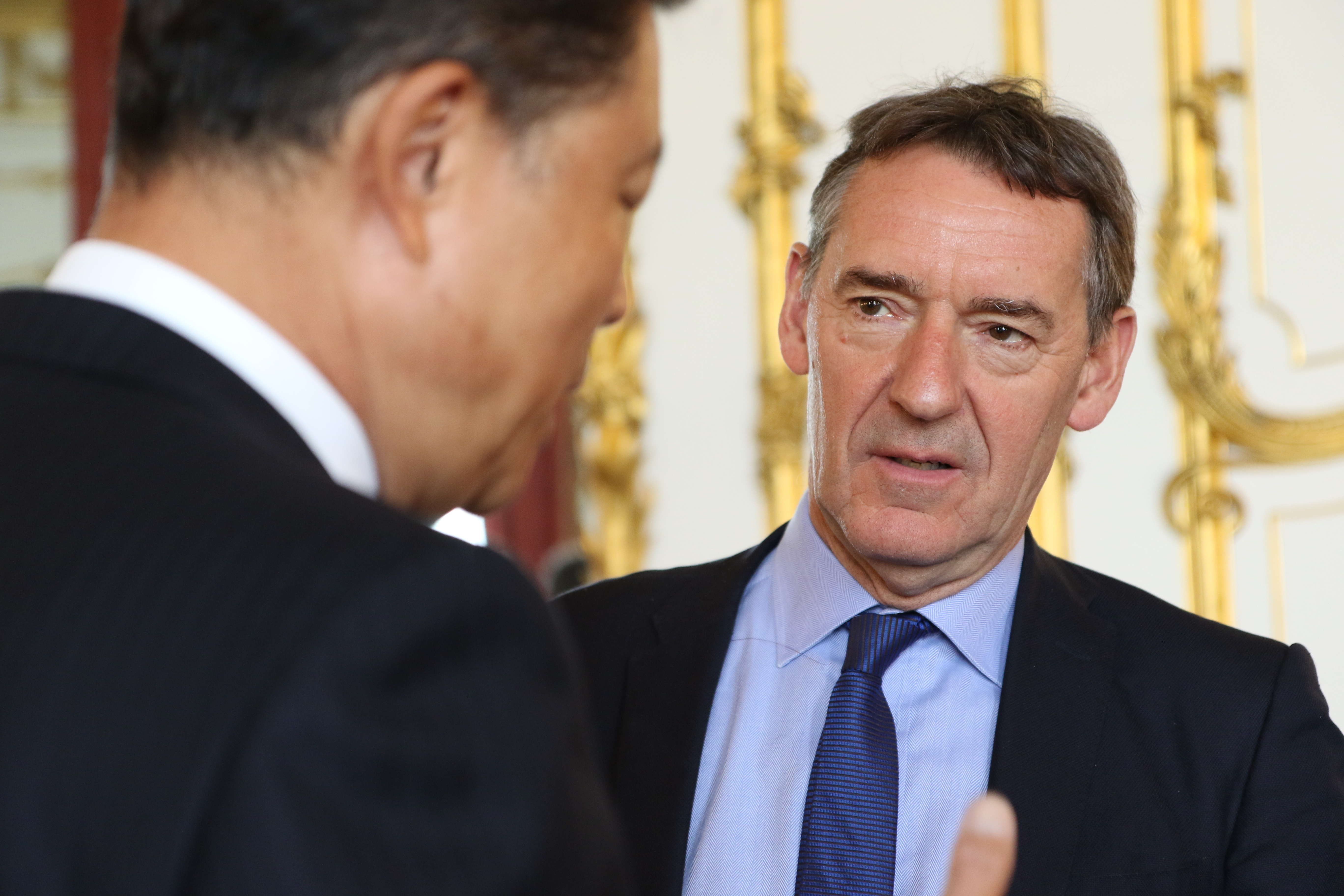
O'Neill a un briefing per i capi missione sulla revisione della resistenza antimicrobica il 19 maggio 2

Si è ritirato dall'azienda nel 2013.  Fa parte dell'International Advisory Board del Centre for Rising Powers dell'Università di Cambridge,  del QFINANCE Strategic Advisory Board e del consiglio di amministrazione di Bruegel. Il 2 luglio 2014 è stato nominato dal primo ministro britannico David Cameron a capo di una commissione internazionale per indagare sulla resistenza antimicrobica globale.  Nel 2018, Lord O'Neill ha pubblicato il libro Superbugs: An Arms Race Against Bacteria, scritto insieme ad Anthony McDonnell e Will Hall.

### Camera dei Lord
Nel 2015 è stato nominato pari a vita come Barone O'Neill di Gatley, Gatley nella contea di Greater Manchester, e ha assunto un incarico non retribuito nel governo di HM come segretario commerciale al Tesoro. Il ruolo principale di O'Neill fu quello di lavorare al progetto Northern Powerhouse e di aiutare a rinvigorire il commercio con la Cina. Dopo le dimissioni di David Cameron da primo ministro, il suo successore, Theresa May, ha mantenuto O'Neill in carica. Nel 2016, O'Neill si è dimesso per le preoccupazioni che May non fosse impegnata nel progetto Northern Powerhouse, rendendolo il primo membro del ministero May a dimettersi.
O'Neill ha fatto parte della Camera dei Lord come pari a vita dei conservatori dal 28 maggio 2015 al 23 settembre 2016. Dopo aver lasciato i conservatori, è stato membro non affiliato della Camera dei Lord dal 23 settembre 2016 al 9 ottobre 2017 e dal 9 ottobre 2017 è membro dei crossbenchers.

## Vita privata
È sposato e ha due figli.
O'Neill è un appassionato tifoso di calcio e ha giocato per la prima squadra della Bank of America a Londra. È un seguace del Manchester United F.C. da sempre e ha ricoperto il ruolo di direttore non esecutivo dal 2004 al 2005, prima che il club tornasse di proprietà privata. Il 2 marzo 2010, i Red Knights, un gruppo di ricchi tifosi del Manchester United che si ritiene includesse O'Neill, confermarono l'interesse per una possibile acquisizione del club.

## Riconoscimenti
Nel 2014, O'Neill è stato insignito di una laurea honoris causa dall'Università di Sheffield.  Ha ricevuto lauree honoris causa dall'Institute of Education dell'Università di Londra e dalla City University di Londra.